# Lajla Chálid
Lajla Chálid (arabsky ليلى خالد‎; * 9. dubna 1944 Haifa) je palestinská uprchlice, politická aktivistka, členka Lidové fronty pro osvobození Palestiny a bývalá bojovnice.
Do povědomí veřejnosti se dostala díky svým účastem na únosech letů TWA 840 v srpnu 1969 a El Al 219 v září 1970. Stala se tak první ženou v historii, která unesla komerční let. Podle některých zdrojů drží toto prvenství Amína Dahbúr, jež společně s dalšími třemi kolegy unesla let El Al 432 v únoru 1969. Některé zdroje dokonce uvádí, že první ženskou únoskyní komerčního letadla byla Cristina Verrier, jež unesla let Aerolíneas Argentinas 648.

## Život

### Mládí
Narodila se 9. dubna 1944 v Haifě v palestinské rodině nižší střední třídy s pěti chlapci a sedmi dívkami. Její otec pracoval jako obchodník. Rodina žila poblíž židovské čtvrti Haify.
Čtyři dny po masakru v Dejr Jásin, který provedly skupiny Irgun a Lechi, uprchla spolu se sedmi sourozenci a matkou do Libanonu, kde se usadili v uprchlickém táboře Týr. Díky podpoře Úřadu OSN pro palestinské uprchlíky na Blízkém východě začala navštěvovat mateřskou školu. Později se rodina přestěhovala do Dáhje, chudého předměstí na jihu Bejrútu, které se od roku 1948 stalo bydlištěm mnoha palestinských uprchlíků. Šest měsíců po emigraci části rodiny uprchl do Libanonu také její otec se zbytkem rodiny.
Na podzim roku 1950 se ji podařilo zapsat do školy. Své dětství popsala jako „nešťastné“, přičemž rodina žila v neustálé nejistotě.